# Никулино (Пермский район)
Никулино — деревня в Пермском районе Пермского края. Входит в состав Фроловского сельского поселения.

## Географическое положение
Расположена на левом берегу реки Сылва примерно в 36 км к востоку от административного центра поселения, села Фролы, и в 39 км к юго-востоку от центра города Перми.

## Население
| 2010 |
| ---- |
| 5    |

## Улицы[2]
- Береговая ул.
- Дорожная ул.
- Лесная ул.
- Лесной пер.
- Садовая ул.
- Садовый пер.
- Сылвенская ул.
- Сылвенский пер.
- Энергетиков ул.

## Топографические карты
- Лист карты O-40-78 Серга. Масштаб: 1 : 100 000. Состояние местности на 1983 год. Издание 1984 г.